# El conde Lucanor
El conde Lucanor es una obra narrativa de la literatura castellana medieval escrita entre 1331 y 1335 por Don Juan Manuel,Príncipe de Villena y nieto del rey Fernando III de Castilla. Su título completo y original en castellano medieval es Libro de los enxiemplos del Conde Lucanor et de Patronio. 
El libro está compuesto por cinco partes, la más conocida de las cuales es una serie de 51 exempla o cuentos moralizantes tomados de varias fuentes, como Esopo y otros clásicos, así como de cuentos tradicionales árabes. La «Historia del deán de Santiago y el mago de Toledo» (cuento XI) tiene semejanzas con cuentos tradicionales japoneses, y la historia de una mujer llamada Doña Truhana (cuento VII) —el «Cuento de la lechera», pero ligeramente variado— ha sido identificada por Max Müller como originada en el ciclo hindú Pancha-tantra.
Existen posibilidades de que parte de El Conde Lucanor fuese escrito en el castillo de Molina Seca, hoy Molina de Segura, en Murcia, pues en la época en que se escribe, la villa fortificada y amurallada formaba parte de los dominios del Infante Juan Manuel, donde pasaría algunas temporadas. La importancia del enclave residía en que se hallaba a escasas leguas de Murcia capital, en el camino de su entrada desde él, ciudad con la que Don Juan Manuel mantuvo encendidas batallas por su posesión, a la vez que la familia de los Fajardo añoraban poseer la villa de Molina.
El propósito didáctico y moral es la marca del libro. El conde Lucanor empieza la conversación con su consejero Patronio, planteándole un problema («Un hombre me ha hecho una propuesta…» o «Temo que tal o cual persona intenta…») y solicita consejo para resolverlo. Patronio siempre responde con gran humildad, asegurando no ser necesario dar consejo a una persona tan ilustre como el conde, pero ofreciéndose a contarle una historia de la que este podrá extraer una enseñanza para resolver su problema. Los cuentos son exempla, género asentado en la tradición literaria medieval.
Cada capítulo termina más o menos de la misma forma, con pequeñas variaciones: «Et entendiendo don Johan que estos ejemplos eran muy buenos, fízolos escribir en este libro, et fizo estos viesos en que se pone la sentençia de los exiemplos. Et los viessos dizen assí». El libro se cierra con un pareado que condensa la moraleja de la historia. Luego viene al final de cada cuento una extraña frase: «y la historia de este ejemplo es esta que se sigue». Esto es de difícil interpretación, puesto que no viene nada además de eso. Autores como José Manuel Blecua afirman que puede ser debido a que hace alusión a una miniatura que debió de existir en el códice original, donde se plasmaba la narración anterior.

## Índice y título de cada cuento o exemplo
- Prólogo
- Cuento I: Lo que sucedió a un rey y a un ministro suyo
- Cuento II: Lo que sucedió a un hombre bueno con su hijo
- Cuento III: Lo que sucedió al rey Ricardo de Inglaterra cuando saltó al mar para luchar contra los moros
- Cuento IV: Lo que, al morirse, dijo un genovés a su alma
- Cuento V: Lo que sucedió a una zorra con un cuervo que tenía un pedazo de queso en el pico
- Cuento VI: Lo que sucedió a la golondrina con los otros pájaros cuando vio sembrar el lino
- Cuento VII: Lo que sucedió a una mujer que se llamaba doña Truhana
- Cuento VIII: Lo que sucedió a un hombre al que tenían que limpiarle el hígado
- Cuento IX: Lo que sucedió a los dos caballos con el león
- Cuento X: Lo que ocurrió a un hombre que por pobreza y falta de otro alimento comía altramuces
- Cuento XI: Lo que sucedió a un deán de Santiago con don Illán, el mago de Toledo
- Cuento XII: Lo que sucedió a la zorra con un gallo
- Cuento XIII: Lo que sucedió a un hombre que cazaba perdices
- Cuento XIV: Milagro que hizo Santo Domingo cuando predicó en el entierro de un comerciante
- Cuento XV: Lo que sucedió a don Lorenzo Suárez en el sitio de Sevilla
- Cuento XVI: La respuesta que le dio el conde Fernán González a Nuño Laínez, su pariente
- Cuento XVII: Lo que sucedió a un hombre con otro que lo convidó a comer
- Cuento XVIII: Lo que sucedió a don Pedro Meléndez de Valdés cuando se rompió una pierna
- Cuento XIX: Lo que sucedió a los cuervos con los búhos
- Cuento XX: Lo que sucedió a un rey con un hombre que le dijo que sabía hacer oro
- Cuento XXI: Lo que sucedió a un rey joven con un filósofo a quien su padre lo había encomendado
- Cuento XXII: Lo que sucedió al león y al toro
- Cuento XXIII: Lo que hacen las hormigas para mantenerse
- Cuento XXIV: Lo que sucedió a un rey que quería probar a sus tres hijos
- Cuento XXV: Lo que sucedió al conde de Provenza con Saladino, que era sultán de Babilonia
- Cuento XXVI: Lo que sucedió al árbol de la Mentira
- Cuento XXVII: Lo que sucedió con sus mujeres a un emperador y a Álvar Fáñez Minaya
- Cuento XXVIII: Lo que sucedió a don Lorenzo Suárez Gallinato
- Cuento XXIX: Lo que sucedió a una zorra que se tendió en la calle y se hizo la muerta
- Cuento XXX: Lo que sucedió al Rey Abenabet de Sevilla con Romaiquía, su mujer
- Cuento XXXI: Lo que ocurrió entre los canónigos y los franciscanos en París
- Cuento XXXII: Lo que sucedió a un rey con los burladores que hicieron el paño
- Cuento XXXIII: Lo que sucedió a un halcón sacre del infante don Manuel con una garza y un águila
- Cuento XXXIV: Lo que sucedió a un ciego que llevaba a otro
- Cuento XXXV: Lo que sucedió a un mancebo que casó con una muchacha muy rebelde
- Cuento XXXVI: Lo que sucedió a un mercader que encontró a su mujer y a su hijo durmiendo juntos
- Cuento XXXVII: Respuesta que dio el conde Fernán González a los suyos después de la batalla de Hacinas
- Cuento XXXVIII: Lo que sucedió a un hombre que iba cargado con piedras preciosas y se ahogó en el río
- Cuento XXXIX: Lo que sucedió a un hombre con las golondrinas y los gorriones
- Cuento XL: Causas por las que perdió su alma un general de Carcasona
- Cuento XLI: Lo que sucedió a un rey de Córdoba llamado Alhaquen
- Cuento XLII: Lo que sucedió al diablo con una falsa devota
- Cuento XLIII: Lo que sucedió al Bien con el Mal y al cuerdo con el loco
- Cuento XLIV: Lo que sucedió a don Pedro Ruy González de Ceballos y a don Gutierre Ruiz de Blanquillo con el conde Rodrigo el Franco
- Cuento XLV: Lo que sucedió a un hombre que se hizo amigo y vasallo del diablo
- Cuento XLVI: Lo que sucedió a un filósofo que por casualidad entró en una calle donde vivían malas mujeres
- Cuento XLVII: Lo que sucedió a un moro con una hermana suya que decía ser muy miedosa
- Cuento XLVIII: Lo que sucedió a uno que probaba a sus amigos
- Cuento XLIX: Lo que sucedió al que dejaron desnudo en una isla al acabar su mandato
- Cuento L: Lo que sucedió a Saladino con la mujer de un vasallo suyo
- Cuento LI: Epílogo - Lo que sucedió a un rey cristiano que era muy poderoso y muy soberbio

## Moralejas de los cuentos del conde de Lucanor
No penséis ni creáis que por un amigo 
		
hacen algo los hombres que les sea un peligro.		
Con la ayuda de Dios y con buen consejo, 

sale el hombre de angustias y cumple su deseo.
Por críticas de gentes, mientras que no hagáis mal, 
	
buscad vuestro provecho y no os dejéis llevar.
Quien se sienta caballero debe imitar este salto, 

no encerrado en monasterio tras de los muros más altos.
El que esté bien sentado, no se levante.
Quien te encuentra bellezas que no tienes, 

siempre busca quitarte algunos bienes.
Los males al comienzo debemos arrancar, 

porque una vez crecidos, ¿quién los atajará?
En realidades ciertas os podéis confiar, 

más de las fantasías os debéis alejar.
Si no te piensas bien a quién debes prestar, 

sólo muy graves daños te podrán aguardar.		
Estando vuestras tierras protegidas de daño, 

evitad las argucias que urden los extraños.
Por padecer pobreza nunca os desaniméis, 

porque otros más pobres un día encontraréis.
Cuanto más alto suba aquel a quien ayudéis, 

menos apoyo os dará cuando lo necesitéis.
No sientas miedo nunca sin razón 

y defiéndete bien, como un varón.
A quien te haga mal, aunque sea a su pesar, 

busca siempre la forma de poderlo alejar.
Amarás sobre todo el tesoro verdadero, 

despreciarás, en fin, el bien perecedero.
Movidos por el temor, no decidáis atacar, 

que siempre sabe vencer quien siempre sabe esperar.
Si por descanso y placeres la buena fama perdemos, 

al término de la vida deshonrados quedaremos.
Cuando tu provecho pudieras encontrar 

no debieras hacerte mucho de rogar.		
No te quejes por lo que Dios hiciere 

pues será por tu bien cuando Él quisiere.
Al que antes tu enemigo solía ser 

ni en nada ni nunca le debes creer.
Jamás aventures o arriesgues tu riqueza	 

por consejo de hombre que vive en la pobreza.
No amonestes al joven con dureza, 

muéstrale su camino con franqueza.
Por dichos y por obras de algunos mentirosos, 

no rompas tu amistad con hombres provechosos.
No comas siempre de lo ganado, 

pues en penuria no morirás honrado.
Por palabras y hechos bien podrás conocer, 

en jóvenes mancebos, qué llegarán a ser.
El verdadero hombre logra todo en su provecho, 

mas el que no lo es pierde siempre sus derechos.
Evitad la mentira y abrazad la verdad, 

que su daño consigue el que vive en el mal.
Desde el comienzo debe el hombre enseñar 

a su mujer cómo se ha de portar.		
Aunque muchas cosas parezcan sin razón, 

miradas más de cerca, ¡qué verdaderas son!		
Soporta las cosas mientras pudieras, 

y véngate sólo cuando debieras.
Por quien no agradece tus favores, 

no abandones nunca tus labores.		
Si algo muy provechoso tú puedes hacer 

no dejes que con el tiempo se te pueda perder.	
A quien te aconseja encubrir de tus amigos 

más le gusta engañarte que los higos.		
Si Dios te concediera honda seguridad, 

intenta tú ganarte feliz eternidad.		
Nunca te metas donde corras peligro 

aunque te asista un verdadero amigo.
Si desde un principio no muestras quién eres, 

nunca podrás después, cuando quisieres.		
Con la ira en las manos nunca debes obrar, 

si no, da por seguro que te arrepentirás.		
Tened esto por cierto, pues es verdad probada: 

que la holganza y la honra no comparten morada.
A quien por codicia su vida aventura, 

sabed que sus bienes muy poco le duran.		
Si de cualquier manera la guerra has de tener, 

abate a tu vecino, no al de mayor poder.
Haz siempre el bien, mas con recta intención, 

si deseas el cielo, si buscas salvación.		
Si algún bien hicieres	que importante no fuere, 

como el bien nunca muere, hazlo mayor si pudieres.	
Si deseas evitar tan grandes desventuras 

no te dejes convencer por las falsas criaturas.
Porque el Bien con sus armas siempre vence al Mal, 

sabed que al hombre malo nadie debe ayudar.
Nunca dejes de hacer lo que es debido, 

aunque algunos no se porten bien contigo.	
Mala muerte le espera, mala vida le aguarda	 

al que en Dios no confía, ni goza en su esperanza.
Haz siempre el bien sin levantar recelos, 

que así siempre tu fama se extienda por los cielos.		
Si alguno no quiere en lo tuyo ayudar, 

cuando algo te pida, responde que lo harás.		
Nunca podría el hombre tan buen amigo hallar 

sino Dios, que lo quiso con su sangre comprar.		
Por este mundo vano, fugaz, perecedero, 

no pierdas nunca el otro, mucho más duradero.
Obra bien por vergüenza si quieres bien cumplir, 

que es la vergüenza madre de todo buen vivir.		
A los justos y humildes, Dios los ensalza: 

a quienes son soberbios, Él los rechaza.

## Ediciones
- Enrique Moreno Báez, "El Conde Lucanor", Madrid, Editorial Castalia, 1976, ISBN 84-7039-024-4.
- El Códice de Puñonrostro: el Conde Lucanor y otros textos medievales, Madrid, Real Academia Española, 1992. ISBN 978-84-88292-05-6.
- Fernando Gómez Redondo, Libro del conde Lucanor, Madrid, Castalia, 1987.
- María Jesús Lacarra, El Conde Lucanor, Madrid, Espasa Calpe, 1999 (Austral, 21).
- Guillermo Serés, Germán Orduña, El conde Lucanor, Barcelona, Crítica, 1994 (Biblioteca Clásica, 6).
- Juan Vicedo (versión actualizada), Biblioteca virtual Cervantes.
- Agustín S. Aguilar, Víctor G. Ambrus, "El Conde Lucanor", Barcelona, Vicens Vives, 2006 (Clásicos Adaptados), ISBN 978-84-316-8029-9.